# Ivan Tsvetkov
Ivan Tsvetkov (em búlgaro:  Иван Цветков, 13 de setembro de 1951) é um ex-ciclista olímpico búlgaro. Representou sua nação em dois eventos nos Jogos Olímpicos de Verão de 1972.